# Richard Verheust
Richard Verheust, né le 17 juin 1912 à Ostende et mort le 28 mai 1988 à Namur, est un militaire et résistant belge, Compagnon de la Libération. 

## Biographie

### Jeunesse et engagement
Fils d'un charpentier, Richard Verheust naît le 17 juin 1912 à Ostende, en Belgique. Passé sa scolarité, il devient maçon puis s'engage dans l'armée belge. En février 1939, il décide de servir la France en s'engageant dans la légion étrangère et part pour le Levant. Affecté au 6e régiment étranger d'infanterie (6e REI), il s'y trouve encore lorsque la seconde guerre mondiale éclate.

### Seconde Guerre mondiale
Le 6e REI reste stationné au Levant et ne combat pas lors de la drôle de guerre et de la bataille de France. Intégré dans les troupes Vichystes après l'armistice du 22 juin 1940, il fait partie des unités françaises opposées à la France libre lors de la campagne de Syrie à l'été 1941. Capturé le 12 juin au cours de cette campagne, Richard Verheust décide de se rallier à la France libre et, déplacé vers Beyrouth, il s'engage dans les forces françaises libres le 25 juillet 1941. Affecté à la 13e demi-brigade de légion étrangère (13e DBLE), il prend part avec elle à la guerre du désert en Libye. Pris dans la bataille de Bir Hakeim en 1942, il s'y illustre à plusieurs reprises, d'abord le 27 mai lorsqu'il contribue à la destruction d'un char ennemi, puis le 11 juin en parvenant à rejoindre le point de ralliement après la sortie des troupes françaises, bien que blessé par balle,. Toujours dans le cadre de la guerre du désert, il participe ensuite à la seconde bataille d'El Alamein avant d'être promu caporal en janvier 1943 puis d'être engagé dans la campagne de Tunisie jusqu'en mai suivant.  
Après une période de repos et d'entraînement, Richard Verheust participe avec la 13e DBLE à la campagne d'Italie puis au débarquement de Provence. Suivant l'avancée de la 1re division française libre dont fait partie son unité, il prend part à la libération de la France et remonte la vallée du Rhône jusqu'à atteindre l'Est du pays où il prend part à la bataille des Vosges. Promu sergent en janvier 1945, il particpe à la bataille de l'Authion et termine la guerre en Italie.

### Après-Guerre
Après le conflit, il se rengage et participe à la guerre d'Indochine jusqu'en 1948 avant de séjourner à Madagascar puis en Afrique du Nord. Prenant sa retraite militaire en 1957, il retourne dans sa ville natale et reprend son métier de maçon.
Richard Verheust meurt le 28 mai 1988 à Namur et est inhumé à Ostende.

## Décorations
|  |  |  |  |  |  |
|  |  |  |  |  |  |
|  |  |  |  |  |  |
|  |  |  |  |  |  |
|  |  |  |  |  |  |
|  |  |  |  |  |  |

| Chevalier de l'Ordre de la Légion d'Honneur                                          | Chevalier de l'Ordre de la Légion d'Honneur                                          | Chevalier de l'Ordre de la Légion d'Honneur                                          | Compagnon de la Libération Par décret du 9 septembre 1942                     | Compagnon de la Libération Par décret du 9 septembre 1942                     | Compagnon de la Libération Par décret du 9 septembre 1942                     | Médaille militaire                                      | Médaille militaire                                      | Médaille militaire                                      |                              |
| Croix de guerre 1939-1945 Avec une palme et une étoile d'argent                      | Croix de guerre 1939-1945 Avec une palme et une étoile d'argent                      | Croix de guerre 1939-1945 Avec une palme et une étoile d'argent                      | Croix de guerre des Théâtres d'opérations extérieurs Avec une étoile d'argent | Croix de guerre des Théâtres d'opérations extérieurs Avec une étoile d'argent | Croix de guerre des Théâtres d'opérations extérieurs Avec une étoile d'argent | Médaille des blessés de guerre                          | Médaille des blessés de guerre                          | Médaille des blessés de guerre                          |                              |
| Médaille de la Résistance française                                                  | Médaille de la Résistance française                                                  | Médaille de la Résistance française                                                  | Croix du combattant volontaire Avec agrafe "Guerre 1939-1945"                 | Croix du combattant volontaire Avec agrafe "Guerre 1939-1945"                 | Croix du combattant volontaire Avec agrafe "Guerre 1939-1945"                 | Croix du combattant volontaire de la Résistance         | Croix du combattant volontaire de la Résistance         | Croix du combattant volontaire de la Résistance         |                              |
| Médaille coloniale Avec agrafes "Libye", "Bir Hakeim", "Tunisie" et "Extrême-Orient" | Médaille coloniale Avec agrafes "Libye", "Bir Hakeim", "Tunisie" et "Extrême-Orient" | Médaille coloniale Avec agrafes "Libye", "Bir Hakeim", "Tunisie" et "Extrême-Orient" | Médaille commémorative des services volontaires dans la France libre          | Médaille commémorative des services volontaires dans la France libre          | Médaille commémorative des services volontaires dans la France libre          | Médaille commémorative française de la guerre 1939-1945 | Médaille commémorative française de la guerre 1939-1945 | Médaille commémorative française de la guerre 1939-1945 |                              |
| Médaille commémorative de Syrie-Cilicie                                              | Médaille commémorative de Syrie-Cilicie                                              | Médaille commémorative de Syrie-Cilicie                                              | Médaille commémorative de la campagne d'Italie                                | Médaille commémorative de la campagne d'Italie                                | Médaille commémorative de la campagne d'Italie                                | Médaille commémorative de la campagne d'Indochine       | Médaille commémorative de la campagne d'Indochine       | Médaille commémorative de la campagne d'Indochine       |                              |
| Chevalier du Nichan Iftikhar (Tunisie)                                               | Chevalier du Nichan Iftikhar (Tunisie)                                               | Chevalier du Nichan Iftikhar (Tunisie)                                               | Chevalier du Nichan Iftikhar (Tunisie)                                        | Chevalier du Nichan Iftikhar (Tunisie)                                        | Military Medal (Royaume-uni)                                                  | Military Medal (Royaume-uni)                            | Military Medal (Royaume-uni)                            | Military Medal (Royaume-uni)                            | Military Medal (Royaume-uni) |